# Rhodanthe chlorocephala
Espèce
Classification phylogénétique
Rhodanthe chlorocephala est une espèce de plante à fleurs de la famille des Asteraceae originaire d'Australie.
On y trouve les sous-espèces :
- Rhodanthe chlorocephala subsp. chlorocephala
- Rhodanthe chlorocephala subsp. rosea (Hook.) Paul G.Wilson
- Rhodanthe chlorocephala subsp. splendida (Hemsl.) Paul G.Wilson